# Die Abderiten
Die Abderiten. Eine sehr wahrscheinliche Geschichte von Herrn Hofrath Wieland im Teutschen Merkur ist ein satirischer Roman von Christoph Martin Wieland, der in der Zeitschrift Der Teutsche Merkur in den Jahren 1774–1780 in Fortsetzungen erschienen ist. Laut Meid handelt es sich um den „ersten deutschen Fortsetzungsroman“. Abderit ist eine Bezeichnung für einen Schildbürger, also einen naiven, einfältigen Menschen. Hergeleitet wird der Begriff von der antiken Stadt Abdera, die zwar die Heimat so bedeutender Männer wie Demokrit und Protagoras war, aber dennoch bei den Hellenen in den Ruf Schildas kam.
Schon von Zeitgenossen Wielands wurde die Meinung geäußert, er beschreibe Verhältnisse seiner Heimatstadt Biberach an der Riß. Möglicherweise hatte Wieland einige Charaktere der Reichsstadt vor seinem geistigen Auge, er stellt in dieser Schrift aber auch menschliche Verhaltensweisen dar, die zu allen Zeiten an allen Orten unter Menschen zu finden sind. Formal ist der Roman angelehnt an die von antiken Komödiendichtern und Satirikern kolportierten Geschichten aus Abdera. Der Roman regte wiederholt Werke anderer Künstler an, u. a. August von Kotzebue, Friedrich Dürrenmatt, Richard Strauss, Peter Ustinov.

## Aufbau

### Ein Fortsetzungsroman
Wie bereits erwähnt handelt es sich bei der „Geschichte der Abderiten“ um ein Werk, welches zunächst nur in der Zeitschrift „Der Teutsche Merkur“ erschienen ist. Zwischen den Jahren 1774 und 1780 wurden von Wieland immer weitere Teile der Geschichte veröffentlicht und erst später wurde die Erzählung in einer Buchform zusammengebunden. In den späteren Buchfassungen werden Abschnitte oftmals verschoben oder gar „geglättet“, was jedoch nicht selten durch die Überarbeitungen neuer Editoren geschieht. Gerade die „Lücken“, die den Zeitraum zwischen den Teilstücken darstellen, müssen in der Zeitschriftenfassung überwunden werden, eine Mediation muss also möglich sein, was in der Buchfassung jedoch schlussendlich weg fällt.

### Überblick über die Handlung
Die Geschichte der Abderiten ist zunächst in fünf Abschnitte gegliedert, die jeweils als „Buch“ bezeichnet werden. Die ersten drei Bücher behandeln allgemeine, kulturelle und gesellschaftliche Fragestellungen. Die Masse der Abderiten beschäftigt sich mit einzelnen Intellektuellen, erst Demokritus, dann Hippokrates und zuletzt Euripides. Das vierte Buch beschäftigt sich mit den Funktionen des abderitischen Rechtssystems anhand eines konkreten Falls und zeigt dabei auf, wie kritikwürdig dieses Rechtssystem ist. Das fünfte Buch wirft einen Blick auf institutionelle und politische Fragen des Gemeinwesen und beleuchten verschiedene Aspekte der innergesellschaftlichen Dynamik der Abderiten.
Der Vorbericht
Die „Geschichte der Abderiten“ beginnt mit einem vorangestellten „Vorbericht“, der sich auf etwas mehr als eine Seite erstreckt. Dieses Vorwort wirkt als wäre es von jemand anderem als Wieland selbst verfasst worden, da „der Verfasser“ (S. 9) in dritter Person erwähnt wird. Am Ende des Textes ist jedoch kein Autor ausfindig zu machen, das Vorwort wurde also doch von Wieland verfasst. Jedoch sind der Verfasser des Vorberichts und der der Hauptgeschichte womöglich zwei verschiedene Kunstfiguren. Der Vorbericht richtet sich an die noch unwissenden Leser der folgenden Geschichte und betont den Wahrheitsgehalt der Erzählungen und die Ehrlichkeit des Autors der Geschichte.
Erstes Buch: Demokritus unter den Abderiten
Demokritus, ein geborener Abderit, verlässt im jungen Alter von zwanzig Jahren die Stadt, um die Welt zu bereisen. In zwanzig Jahren bereist er alle zu dieser Zeit erreichbaren Länder mit dem Wunsch Natur, Kunst und Kultur in ihrer Gänze erforschen und kennenlernen zu können. Dadurch sammelt sich ein großer Wissensschatz an, mit dem er nach Abdera zurückkehrt. Die Abderiten wollen über die anderen Länder Geschichten hören, die sie sich so vorstellen: Länder mit Menschen ohne Köpfe, Völker ohne Nasen und Hunde als Könige. Demokrit jedoch berichtet von tatsächlich Gesehenem, was von den Abderiten nicht immer akzeptiert wird. Trotzdem wird immer wieder nach seiner Meinung und seinem Rat gefragt, auch als er sich auf das Land zurückzieht. Je weiter er sich zurückzieht, umso größer werden die Gerüchte, Demokrit würde sich an Zauberkünsten probieren.
Zweites Buch: Hippokrates in Abdera
Im Zweiten Buch wird über den Geisteszustand des Demokritus beraten und es werden Überlegungen angestellt. Die Abderiten unterstellen Demokritus, ein Hexenmeister zu sein. Sein Wissen gehe über ihren eigenen Wissensschatz hinaus, wodurch sie schlussfolgern, Demokritus könne nur ein Zauberer sein. Darüber hinaus sollen Betrüger Zauberbücher in Demokritus‘ Namen veröffentlicht haben. Die Abderiten beginnen, sich um ihren Mitbürger zu sorgen, denn so etwas nehme nie einen guten Ausgang. Dabei sei nicht zu vergessen, dass die Griechen, so der Erzähler, gerne Narren mit ihren Philosophen getrieben haben sollen und daher bleibt auch Demokritus nicht verschont. Doch ihre Sorgen finden die Abderiten begründet. Demokritus sei oft geistig abwesend, reagiere nicht auf Gespräche, verschwende seine Zeit, Kräuter an den Klippen zu suchen, obwohl es in der Umgebung genug gäbe, beobachte nachts mit einem „Blaserohr“ die Sterne und arbeite mit den Eingeweiden von Tieren (allen voran Hunde, Katzen und auch Fröschen). Seine Arbeit bezeichnet man als unnütz für Abdera, man empfindet Demokritus selbst als widersprüchlich, spöttisch, man sagt ihm einen schlechten Kunstgeschmack nach und dass er ein „Freygeist“, also ungläubig sei. Die Abderiten beratschlagen daraufhin, ob es mit seinem Verstand so weit gekommen sein könnte, dass er Hilfe benötige, nicht mehr selbstständig Entscheidungen treffen solle. Schließlich wird durch den Ratsherren Thrasyllus, wenn auch nicht direkt beabsichtigt, der Arzt Hippokrates herbei gerufen. Thrasyllus sei hinter dem Vermögen des Demokritus her und wolle daher, dass dieser als ein Narr bestätigt wird. Doch es ließen sich keine Beweise finden, mit denen die Mehrheit der Abderiten zufrieden gewesen wäre. Schließlich wird Hippokrates, ein unparteiischer Arzt, gerufen, um den Geisteszustand des Philosophen zu überprüfen und ihn als Narr zu entlarven. Thrasyllus versucht den Arzt durch ein Festmahl und sogar durch Geld auf seine Seite zu bringen, doch Hippokrates scheint kein Interesse an diesen kostspieligen Geschenken zu haben. Als Hippokrates schließlich Demokritus aufsucht, fällt es ihnen leicht ins Gespräch zu kommen. Beide kommen schließlich zu dem Entschluss, dass es die Abderiten sind, die als krank anzusehen sind. Hippokrates gibt schließlich sein Ergebnis der Untersuchung in Abdera bekannt: Die Abderiten seien krank und er empfehle viel Nieswurz zur Reinigung und ein Beten an die Götter, dass man diese Krankheit von ihnen nehme, denn er selbst könne ihnen nicht helfen. Die Abderiten sind schockiert und können die Worte des Arztes nicht so recht begreifen. Schließlich kommen sie zu dem Entschluss, dass Hippokrates ein Quacksalber sei, er Kranke schaffen wolle, um an Geld zu kommen oder er gar einen Anschlag auf die Aristokratie vorhabe. Dies alles führt zu einem Streit der Bevölkerung, der nur durch den Stundenrufer gelöst werden kann, der die Abderiten zum Mittagessen ruft, an das man sich zu halten hat.
Drittes Buch: Euripides unter den Abderiten
Die Besonderheit des dritten Buches liegt in der Perspektive des Erzählers. Scheint er doch in den anderen Büchern sehr eindeutig negativ gegenüber den Abderiten eingestellt zu sein, zeigt sich hier eine andere Sicht. Im Rahmen eines Theaterbesuchs, bei dem die Abderiten völlig verzaubert von Euripides Theater sind, äußert der Erzähler sich wohlwollend über diese Eigenschaft der Abderiten, die sich vollkommen auf das Geschehen einlassen können. So schreibt er: „Die große Disposition der Abderiten, sich von den Künstlern der Einbildungskraft und der Nachahmung täuschen zu lassen, sey eben nicht das, was er am wenigsten an ihnen liebe.“ Gegensätzlich dazu tadelt er das aufgeklärte Publikum, das sich in seinem Raisonnement darüber, was alles in der Vorstellung fehle, sie gleichzeitig entzaubere.
Viertes Buch: Der Prozeß um des Esels Schatten
Im vierten Buch kommt es zu einem Streit zwischen einem Eseltreiber und einem Zahnarzt. Ein Zahnarzt mietet sich einen Esel und will während einer Rast in seinem Schatten Schutz finden. Der Eseltreiber will jedoch klar zwischen Esel und Schatten unterschieden haben und möchte somit den Schatten des Esels gesondert vergüten. Dies führt zu einem Gerichtsstreit, der ganz Abdera in zwei Parteien teilt. Am Ende wird der Esel zum Opfer der aufgezeigten Tragödie. Die angestaute Prozesswut führt dazu, dass der Esel auf den Straßen Abderas vom Volk in „tausend Stücke“ zerrissen wird. Somit ist das Problem gelöst. Ohne Esel gibt es keinen Schatten und ohne Schatten keinen Gerichtsstreit.
Fünftes Buch: Die Frösche der Latona
Dieses Buch in „Geschichte der Abderiten“ befasst sich mit dem Streit um die abderitischen Frösche und wie mit ihnen umgegangen werden soll. Die Abderiten verehrten Latona und mit ihr wurden auch die Frösche zu einem besonderen Symbol. Schon länger gab es sogenannte Froschgräben, doch hatte die Jugend sich, wie es oft üblich scheint, von der Tradition entfernt. Erst durch den Erzpriester Agathyrsus wurde diese Tradition wieder ins Leben gerufen, ein Wetteifern führte schließlich dazu, dass fast überall solche Froschgräben entstanden. Doch dies brachte Streit mit sich, denn man erkannte zwar, dass es ein Problem gab, doch den Ursprung fanden die Abderiten nicht. Der Philosoph Korax war es schließlich, der den Blick auf die unzähligen Froschgräben warf und diese kritisierte. Bereits hier entsteht die erste Meinungsverschiedenheit, denn man war der Ansicht, dass man zwar über alles philosophieren dürfte, aber eben nicht über Latona und deren Frösche. Er erreichte, wie es zu vermuten ist, mit seinen Thesen vor allem die jungen Abderiten. Korax treibt es so weit, dass er sogar die Verwandlungssagen, die sich um die Tiere ranken, anzweifelt, was ihn und seine Anhänger zu sogenannten „Gegenfröschlern“ machte. Auch sagt der Philosoph voraus, dass weiteres Unheil drohe, wenn nicht gar von den Fröschen eines ausgehe, welches größer als jenes von Ungeheuern sei. Doch die Sorge der Abderiten wurde erst greifbar, als die Frösche begannen, die Teiche zu verlassen und immer mehr von ihnen im Tummel des alltäglichen Lebens der Abderiten unabsichtlich zertreten wurden. Die Frage nach den Fröschen ging schließlich vor den Rat. Meidias war der erste, der anmerkte, dass es zu viele dieser Tiere gäbe und es die Göttin nicht übelnehmen könne, was mit ihnen geschehen ist. Damit stimmte der Senat einstimmig dafür, dass man der Frösche Herr werden müsse. Doch nun entstand ein erneuter Streitpunkt. Denn wer solle nach einer Lösung suchen? Die Akademie der Wissenschaft und damit Korax, oder doch jemand anderes? Der Oberpriester Stilbon scheint hier die treibende Kraft zu sein, welche die Frösche schützen will und durchsetzen möchte, dass ihnen nichts geschieht. Schließlich wurde doch die Akademie mit der Lösung beauftragt und Korax verfasste schließlich ein Gutachten, in dem er riet die Frösche zu essen, was andernorts durchaus üblich sei. Auch stellt er die Verwandlung als etwas Widernatürliches dar und argumentiert, es sei in den jetzigen Fröschen kaum ein Keim mehr von jenen Fröschen übrig, die man zu Latona rechne. Außerdem seien Frösche überall gleich. Abdera sei nicht schlechter als es ist, wenn es früher nur einen Frosch und einen Teich gegeben hätte. Latona könne ihnen ein Einschreiten wohl kaum übel nehmen. Während Korax dieses Gutachten in einem guten Willen verfasste, so wird er von Stilbon jedoch zum „Feind der Götter und der Menschen“ erklärt. Als das Gutachten schließlich vorgelegt wird, so herrscht zunächst zwar Belustigung vor, doch bald schon Entsetzen. Die Frösche werden in diesem Augenblick durch den Erzähler mit den Kindern gleich gesetzt und den Abderiten war, als sollen sie ihre eigenen Kinder zerhacken. Während die ganze Akademie der Wissenschaften nun als gottlos bezeichnet wird, versucht Meidias zu schlichten, doch das Entsetzen der Abderiten findet ihre Begründung in der Tatsache, dass es um die heiligen Frösche geht. Stilbon schreibt ein Buch, in welchem er sich soweit erhitzt, dass er schließlich die Leute, die ihn nicht erhören wollen, als undankbar bezeichnet und auch beschließt, dass diese im Staat nicht länger geduldet sein sollten. Erst mit einer eintretenden Rattenplage versucht man eine Lösung zu finden, doch der Ursprung der Ratten führt zu erneuten Streitigkeiten. Die Gegenfröschler rufen erneut zu ihrer bereits vorgetragenen Lösung, dem Verzehr der Frösche, auf, denn die Rattenplage sei anderenorts auch aufgetreten und überwunden worden, während die „Anhänger“ der Frösche überzeugt sind, dass die Plage nur dadurch zustande kam, dass die andere Partei gottlos sei. Schließlich wird ausgerufen, dass die Abderiten Abdera zu verlassen haben, denn die Götter seien ihr nicht mehr hold. Andernorts nahm man die vertriebenen Abderiten auf, lachte sie jedoch aus. Schließlich wird noch angedeutet, dass die Vertriebenen einige Jahre später zurück nach Abdera gegangen seien. Zu guter Letzt gibt der Erzähler historische Quellen an und schließt, dass er dieses Werk als ein Denkmal verfasst habe.

## Deutung

### Der Vorbericht als paratextuelle Rahmung
Die paratextuelle Rahmung umfasst im Falle der Abderiten neben einem „Schlüssel zur Abderitengeschichte“ und einer „Nachschrift des Herausgebers“ einen „Vorbericht“. Dieser besteht aus zwei Absätzen und insgesamt lediglich drei Sätzen. Der hochgradig hypotaktisch aufgebaute Text scheint stilistisch nicht einlösen zu können oder wollen, was er thematisch zu bezwecken scheint: Es geht um die Frage nach der „Wahrheit der bey dieser Geschichte zu Grunde liegenden Thatsachen“ und damit formuliert der Autor direkt zu Beginn seines Werks eine immanent selbstreflexive Intention, die den Charakter seiner darauffolgenden Bücher wenn nicht vorwegnehmen so doch andeuten will. Zumindest jedoch vermag sie eine Auseinandersetzung über den Rezeptionsmodus des Folgenden zu initiieren, was jedoch schleichend, gleichwohl performativ geschieht und die Leser so unbemerkt in eine Haltung bringt, die sich über die gesamten Bücher hinweg im Bewusstsein der Leser festsetzt. Wie lässt sich diese Haltung beschreiben und wie vermag es Wieland, sie so prägnant innerhalb einer so kurzen Passage zu evozieren? Auf Textebene offenbart sich mit dem ersten Wort ein Erzähler, der sich der Rezipienten seiner Schrift deutlich bewusst ist. Sie richtet sich schließlich an „[d]iejenigen, denen etwas daran gelegen seyn möchte, sich der Wahrheit […] dieser Geschichte […] zu vergewissern“. Damit setzt er Rezipienten voraus, die sich fragen, ob das Beschriebene historischen oder fiktiven Charakter hat. Diese Frage stellt sich nicht von Ungefähr, sondern sie ist angebracht, da Wieland im Zuge der Entfaltung seiner Geschichten fortwährend intertextuelle Bezüge zu griechisch-antiken Autoren herstellt und diese im Zuge von Fußnoten als Quellenhinweise in den Text integriert. Dieser uns heute aus dem wissenschaftlichen Diskurs sehr wohl bekannte Usus findet sich also hier gut 250 Jahre vor unserer Zeit inmitten der Aufklärung bereits in aller Deutlichkeit vor. Einen Eindruck der vermeintlich konsultierten Quellen gewährt der Erzähler den wahrheitssuchenden Lesern in einem mit Gedankenstrichen abgetrennten Abschnitt, der im ersten Moment wie eine Geste mit Legitimationsfunktion und Beweischarakter wirkt. Er wird begleitet von dem süffisanten Zugeständnis an die Leser, diese mögen nicht die „Lust haben [die] Quellen […] aufzusuchen“ und mündet im Verweis auf ein renommiertes Wörterbuch. Bis hierhin reiht sich der Vortrag des Erzählers in eine lange Tradition mittelalterlicher rhetorischer Praxis ein, innerhalb derer sich ein Erzähler auf diverse Art und Weise zu Beginn für die Wahrheit seiner Erzählung verbürgt. Bereits im nächsten Nebensatz jedoch nimmt der Erzähler explizit Bezug auf die „wahren Geschichten im Geschmacke der lucianischen“, indem er leugnet, dass beide das gleiche Genre teilen. Spätestens hier werden geneigte Leser hellhörig. Steht doch Lucian für eine implizite Gesellschaftskritik in Form der Satire. Seine „Wahre[n] Geschichten“ versetzen fast programmatisch den Begriff des Wahren von seiner ursprünglichen, an Tatsachen orientierten Stellung in eine neue: Denn obwohl man Lukians Erzählungen Fiktionalität nicht absprechen kann, scheint das Adjektiv zu passen. Damit verleibt er sich den Wahrheitsbegriff ein und statuiert an ihm eine weitere Bedeutungsebene, die das Ideal eines reinen Tatsachenberichts unberührt lässt. Außerdem mag es überraschen, dass trotz der dezidiert ausufernden Quellenlage, „der Verfasser, [mit] Ausfüllung der Lücken, Aufklärung der dunkeln Stellen, Hebung der wirklichen und Vereinigung der scheinbaren Widersprüche“ beschäftigt gewesen sei. Mithilfe des hier platzierten Epochenbegriffs scheint der Autor fast im Vorbeigehen den Auftrag der um Aufklärung bemühten Gelehrten aufzugreifen und auf die Tätigkeit des impliziten Verfassers zu beziehen. Dieser reiht sich also darin ein und die vorliegenden Bücher stehen also programmatisch mit ihr im Einklang. Doch wie lautet ihr Programm? Kant zufolge ist Aufklärung „der Ausgang des Menschen aus seiner selbst verschuldeten Unmündigkeit“, welche „das Unvermögen [ist], sich seines Verstandes ohne Leitung eines anderen zu bedienen“. Wieland selbst erklärt in seinen „Sechs Fragen zur Aufklärung“: „[S]obald Licht gebracht wird, klären sich die Sachen auf, werden sichtbar und können voneinander unterschieden werden“. Damit meint er die „Unterscheidung des Wahren und Falschen“ (S. 26). Jedoch scheint die hypertaktisch komplexe Auflistung der antiken Autoren und der Verweis auf die trotz allem notwendige editorische Zuarbeit beim Rezipienten gerade das Gegenteil zu bewirken: Ein klarer und strukturierter Einblick in die Satzstruktur inklusive der Hauptaussage bleibt aus. Die Menge der zitierten Autoren versperrt eher die Auseinandersetzung mit jedem einzelnen von ihnen, anstatt ihre Bedeutung zu hinterfragen. Zudem erwecken die vielen Verweise auf Fremdautoren eher den Eindruck, man brauche sich ja nicht des eigenen Verstandes zu bedienen angesichts der immensen Quellenlage. Als Bodensatz bildet sich die Frage aus, ob der Autor den Bürger damit überhaupt zur Mündigkeit bringen will? Da hebt der Erzähler emphatisch eine weitere Quelle seiner Erkenntnis hervor und hinterlässt die Rezipienten damit verwirrt zurück: Die „Natur selbst“ sei sein „Gewährsmann[…]“ gewesen. Ähnlich wie der Begriff des Wahren verbirgt auch dieser in seiner Allgemeinheit mehrere Deutungsebenen. Zum einen ist die Natur ein durchaus positiv besetzter Begriff, der auf ein den Gegenständen innewohnendes Wesen verweisen kann. Andererseits lässt er die Frage unbeantwortet, ob man es in den Briefen mit Fiktion zu tun hat: Denn es ist sehr gut vorstellbar, dass ein Autor eine derlei tiefe Einsicht in das Wesen des Menschen hat, dass er ihre Beziehungen auf Basis weniger Quellen rekonstruieren, ja im Lichte rationaler Erkenntnis a priori erahnen kann. Zugleich kann es auch sein, dass er sich einfach nur täuscht und seine Rekonstruktionsleistung verbleibt ein Produkt seiner Einbildungskraft. Wie also ist wahre Erkenntnis möglich und lassen sich die beiden hier skizzierten Welten überhaupt sauber voneinander trennen? Was für eine Wahrheit kann eine fiktive Erzählung transportieren und inwieweit ist sie überhaupt fiktiv, wenn sie den Anspruch hat, trotz faktischer Leerstellen etwas zu vermitteln, das nicht an Faktizität gebunden ist? Dieser Fragenkatalog lässt erkennen, worum es der Aufklärung sowohl historisch als auch systematisch also zuallererst ging bzw. geht: Denn vor dem Eintritt in die Mündigkeit fordert sie von ihren Eiferern erst die „Entdeckung der Unmündigkeit“. Hierin verbirgt sich ein zutiefst selbstreflexives Moment, das schon in der Frage: Was ist Aufklärung? anklingt. Denn als eine Bewegung, die dem Bürgertum entspringt, hat sie die innovative Gelegenheit, sich selbst im öffentlichen Diskurs zu bestimmen und bestimmen zu lassen.

### Demokritus als von Wieland konstruierte Idealfigur
Die Figur Demokritus wird zum ersten Mal im zweiten Abschnitt des ersten Buches angesprochen. Demokritus wird hier als ein Abderit vorgestellt, doch bleibt er ihnen fremd. Demokritus stammt von den Abderiten ab, könnte ihnen aber nicht fremder sein. Er hat sein Leben damit verbracht, fremde Länder zu bereisen, zu forschen und neue Erlebnisse und Erfahrungen zu sammeln, bis er schließlich als alter weiser Mann wieder in seine Heimat und zu den schildbürgerlichen Abderiten zurückkehrt. Dort angekommen zieht er sich zurück aufs Land und beobachtet so aus der Ferne das Treiben der Abderiten, welche ihn (zu seinem Missfallen) oft besuchen und bei den verschiedensten Themen um Rat bitten. Demokritus hebt sich als einsames Genie von der Menge ab und wird von den Abderiten daher teilweise als Narr und Kauz wahrgenommen. Es wird angesprochen, dass er im Vergleich zu seinen Mitbürgern empfindsam sei und auch einen eigenen Verstand entwickelt habe. Der Begriff der Aufgeklärtheit lässt sich durchaus auf ihn anwenden. Die räumliche Distanz, die er zu den Abderiten wahrt, ähnelt Nietzsches Zarathustra und verweist weiterhin auf sein Außenseitertum. Der Konflikt zwischen Demokritus und den Abderiten kommt insbesondere im 10. Kapitel des ersten Buches zum Ausdruck, als ein Schwarm von Abderiten ihn in seiner glücklichen Einsamkeit stört und belästigt. Sie glauben seinen Berichten aus aller Welt nicht, denn sie scheinen ihr eigenes Weltbild nicht aufzugeben wollen. Für diese Berichte, die von den Abderiten (insbesondere von den Abderitinnen) gewünscht werden, wird er ausgelacht und belächelt. Durch die Abderiten, die im Gegensatz zu Demokritus nur unter sich und auf ihrer Insel bleiben, zeigt Wieland auf, was für Probleme sich durch einen mangelnden Bildungshorizont ergeben können. Demokritus ist eine konträr zu der Allgemeinheit der Abderiten geschriebene Figur, die diese Probleme verdeutlicht, indem sie den gegensätzlichen Idealtypus verkörpert.

### Zum Ursprung der Abderiten
Abderit ist eine Bezeichnung für einen Schildbürger, also einen naiven, einfältigen Menschen. Hergeleitet wird der Begriff von der antiken Stadt Abdera, die zwar die Heimat bedeutender Figuren wie Demokrit und Protagoras war, aber dennoch bei den Hellenen in den Ruf eines Schildas kam. Abdera lag in Thrakien. Thrakien ist eine Landschaft auf der östlichen Balkanhalbinsel. Ihr östlicher Teil bildet den heutigen europäischen Teil der Türkei.

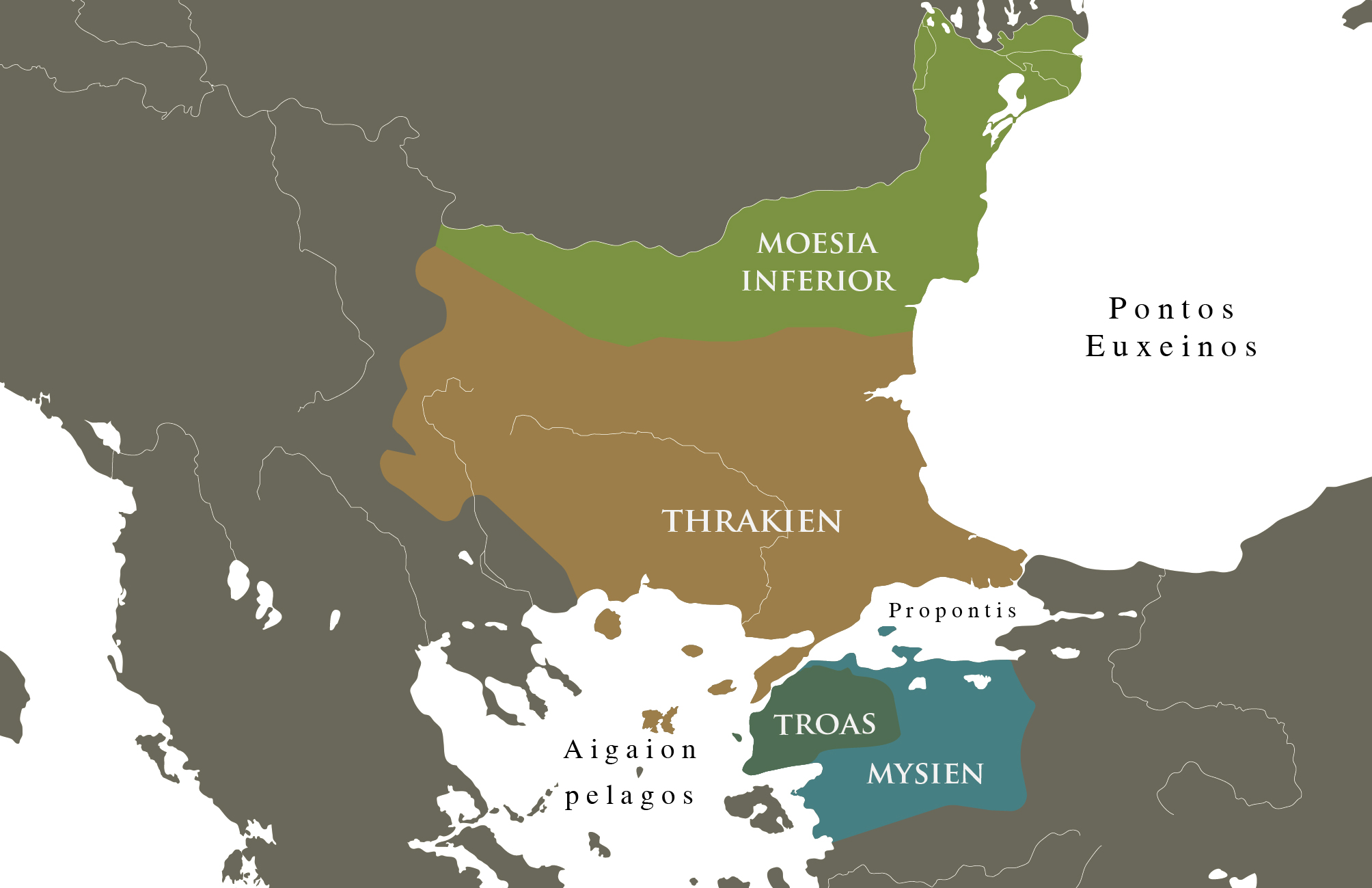
Das antike Thrakien

„Wozu […] diese nichtbedeutende Deduction des Ursprungs […] des Städtchens Abdera […]?“, so unterbricht der Erzähler ironisch die Beschreibung von der Entstehung der titelgebenden Stadt und scheint damit anzudeuten, dass sich ein genauerer Blick doch womöglich lohnreich sein kann. Ionien hieß die Landschaft an der Westküste Kleinasiens, die heutige Türkei. Wir erfahren über die Stadt Abdera, dass sie nicht nur einmal gegründet wurde. Die alte Stadt Abdera war „von Alter wieder zusammengefallen“. Da schickte sich ein Mann an, sie wiederaufzubauen. Von den Thrakiern, die in der Stadt und im Umland gewohnt haben müssen, erfahren wir, dass sie so wild waren, dass sie den Aufbaudienst nicht zum Ende haben kommen lassen, sodass die Stadt fortan „unbewohnt und unvollendet“ verblieb. Etwa 20 Jahre später (angenommen die Olympiade fand einmal im Jahr statt) kamen die Einwohner der ionischen Stadt „Teos“ auf der Flucht vor einem feindlichen Eroberer auf das thrakische Land gesegelt und fanden die Stadt Abdera „in einer der fruchtbarsten Gegenden […] schon gebauet“ vor. Da blieben sie in dieser Stadt und nannten sich fortan Abderiten. Was sagt uns dieses Ausgangsszenario über die Bewohner der Stadt? Zum einen ist Abdera ihnen Ort des Asyls, denn sie fanden sie auf der Flucht auf. Sie liegt mitten im Land der Thrakier, die zwar als wildes und ungestümes Volk beschrieben werden, deren Angriffe von den Abderiten aber erfolgreich abgewehrt werden können. Die Stadt selbst erlebt einen Neuanfang, so etwas wie eine Renaissance, denn das Alter hatte ihr erstes Leben ganz natürlich zu einem Ende gebracht. So war es möglich, dass ein Fremder sie von Neuem aufbaut. Jedoch kann er sein Werk nicht vollenden und so verbleibt die Stadt unvollendet gleichsam in einem Zwischenstadium im Begriff bewohnt und vollendet zu werden. Was erfahren wir über die Tejer, ehemals die Einwohner der Stadt Teos und die neuen Bewohner Abderas? Teos war eine von dreizehn „athenienischen Colonie[n]“ in Ionien und die Ionier werden präsentiert als „die Günstlinge der Musen“. Es wird hier also eine gewisse Spannung aufgebaut, wenn sich die „ionische[…] Grazie“ in Abdera mit der Wildheit Thrakiens verbindet. Auffallend ist also die Verschmelzung von lokalen Landschaften mit menschlichen Eigenschaften bzw. erscheinen die Eigenschaften von Völkern so ausgedehnt, dass sie auf die Landschaften übergehen. So wird der originäre Umzug der geistreichen Athenienser nach Ionien als ein Gewinn bezeichnet, der sich „unter dem schönen Himmel, der dieses von Natur verzärtelte Land umfließt“, in zahlreiche künstlerische Meisterleistungen seiner Abkömmlinge überträgt. Hier also werden die Tejer als ein zartes Volk beschrieben, das ein feinfühliges Gespür für Kunst hat. Nun steht Kunst in Verbindung mit der Einbildungskraft, die in diesem Kontext etwas Wünschenswertes ist. Bei Kant sorgt ein Überschuss an Einbildungskraft dafür, dass sie der Vernunft eigene Gesetze auferlegen kann, was zu Kunstwerken führt, die mit Begriffen nicht eingeholt werden können, dem ästhetischen Erlebnis überhaupt. Wieland scheint auch ein solches Erlebnis zu beschreiben, jedoch in einem höchst sarkastischen Ton: Die Abderiten nahmen „eine wunderliche Wendung; und ihre Einbildung gewann einen so großen Vorsprung über ihre Vernunft, daß es dieser niemals möglich war, sie einzuholen“. Es folgt eine Beschreibung der Auswirkungen dieses Missverhältnisses. Wie lässt sich diese „wunderliche Wendung“, lassen sich diese unerwarteten Auswirkungen eines im Grunde doch wünschenswerten Vermögens erklären? Wie verwenden die Abderiten ihre Einbildungskraft und liegt darin womöglich die Abweichung vom Kant‘schen Ideal? Und schließlich: Welch eine Kritik könnte sich hierin an diesem Bild von der Einbildungskraft verbergen bzw. welch eine Diagnose für das (un-)aufgeklärte Volk?

## Sozialhistorischer Kontext: WielandsGeschichte der Abderitenund Konzepte der Aufklärung im 18. Jahrhundert

### Wielands Aufklärungsbegriff
Wieland beschreibt seinen Aufklärungsbegriff in einem Aufsatz über die „Sechs Fragen zur Aufklärung“. Er vergleicht die Aufklärung mit dem Sehen und dem Nichtsehen, dem Licht und der Dunkelheit. Aufgeklärte Menschen verstünden im Licht etwas zu sehen, Gegner der Aufklärung agierten im Dunklen. Ziel müsse sein, in allen Bereichen Licht ins Dunkle zu bringen. Er beschreibt die Aufklärung als die Erkenntnis, „das Wahre und Falsche immer und überall unterscheiden zu können“. Deshalb schlussfolgert er, erstrecke sich die Aufklärung über alle Gegenstände – „dem äußeren und innern Auge sichtbare“. Sie lasse sich erreichen, indem geschehene Dinge untersucht, geprüft und deren Wahrheit herausgefunden werden würde. Wieland sieht es in der Verantwortung aller, die Menschheit aufzuklären. Das Ziel der Aufklärung sieht Wieland in einer größeren Anzahl an denkenden Menschen, Respekt vor menschlichen Rechten und der Scham von Unwissenheit und Unvernunft.

### Öffentlichkeitskritik als Teil der Aufklärung
Wieland scheint die öffentliche Meinung als eine Art stummen Volksgeist anzusehen. Die bürgerliche Öffentlichkeit entstand als ein Aspekt der sozialgeschichtlichen Entwicklungen im 18. Jahrhundert. Ein zentraler Aspekt der Aufklärung ist die Öffentlichkeitskritik. Wielands Geschichte der Abderiten ist jedoch an erster Stelle Satire und deshalb eher kritisch als programmatisch zu sehen. Die Geschichte der Abderiten lässt sich aber dennoch als Kritik der Aufklärung, jedoch im Sinne der Aufklärung lesen. Die Geschichte der Abderiten kann also als eine Selbstkritik der Aufklärung aufgefasst werden. In Wielands Geschichte der Abderiten droht dem Prinzip der Öffentlichkeit Gefahr aus verschiedenen Richtungen. Manche Gruppen versuchen mithilfe der Öffentlichkeit das Prinzip der funktionalen Differenzierung zu durchbrechen, um ihre eigenen Interessen besser durchsetzen zu können. Die Öffentlichkeit wird außerdem durch eine „Krise des Dialogs“ gefährdet, da davon ausgegangen wird, dass ein Konsens aller Bürger unmöglich sei, wodurch die koordinierende Funktion der Öffentlichkeit gelähmt wird. Sachgemäße Diskussionen in der Öffentlichkeit werden durch rhetorische Strategien untergraben und die Öffentlichkeit verfügt über keine Möglichkeiten ihre eigenen Prinzipien zu verteidigen. Des Weiteren scheitert die Öffentlichkeit an ihrem eigenen Erfolg: eine freie und produktive Auseinandersetzung steht dem Verlangen von der Öffentlichkeit wahrgenommen zu werden und eine öffentliche Person zu sein im Weg.